# Campeonato Mundial de Halterofilia de 1909
El XII Campeonato Mundial de Halterofilia se celebró en Viena (Austria) entre el 1 y el 2 de diciembre de 1909 bajo la organización de la Federación Internacional de Halterofilia (IWF) y la Federación Austríaca de Halterofilia.
En el evento participaron 23 halterófilos de 3 federaciones nacionales afiliadas a la IWF.

## Medallistas
| Evento | Oro                  | Plata                 | Bronce                   |
| ------ | -------------------- | --------------------- | ------------------------ |
| -80 kg | Johann Eibel Austria | Josef Hofböck Austria | Anton Lenz Austria       |
| +80 kg | Josef Grafl Austria  | Karl Swoboda Austria  | Berthold Tandler Austria |

## Medallero
| Núm. | País    | Oro | Plata | Bronce | Total |
| ---- | ------- | --- | ----- | ------ | ----- |
| 1    | Austria | 2   | 2     | 2      | 6     |
|      | TOTAL   | 2   | 2     | 2      | 6     |